# Ronaldo Porto Macedo Jr.
Ronaldo Porto Macedo Junior (São Paulo, 13 de dezembro de 1962) é um jurista brasileiro, conhecido por seus trabalhos acadêmicos voltados à teoria do direito e à filosofia política. É professor titular da Faculdade de Direito da Universidade de São Paulo e professor da Fundação Getulio Vargas.
Foi, também, procurador de justiça do Ministério Público do Estado de São Paulo e conselheiro do Conselho Administrativo de Defesa Econômica (CADE).

## Carreira
Ronaldo Macedo formou-se em direito (1985) e em ciências sociais (1987) pela Universidade de São Paulo (USP). Pela mesma universidade, tornou-se mestre em filosofia (1993), doutor em direito (1997) e livre-docente (2012). Foi pesquisador visitante na Harvard Law School (1994-1996), orientado por Roberto Mangabeira Unger, e realizou estudos de pós-doutorado na Yale Law School (2001-2002) e no King's College de Londres (2008-2009).  
É professor da Faculdade de Direito da USP desde 2003, tornando-se professor titular do Departamento de Filosofia e Teoria Geral do Direito em 2014.
Leciona, também, filosofia política, ética e teoria do direito na Escola de Direito de São Paulo da Fundação Getulio Vargas desde 2007.
Ingressou no Ministério Público do Estado de São Paulo como promotor de justiça em 1989, sendo promovido a procurador de justiça em 2011 e aposentando-se em 2020.
Foi conselheiro do Conselho Administrativo de Defesa Econômica, vinculado ao Ministério da Justiça, de 2002 a 2003.
Coordenou a Coleção Teoria e Filosofia do Direito, editada pela Elsevier, que traduziu para o português autores como H. L. A. Hart, Joseph Raz, Neil McCormick e John Finnis, sendo considerada uma das mais importantes coleções editoriais sobre filosofia do direito no Brasil. Foi colaborador da obra A Treatise of Legal Philosophy and General Jurisprudence (vol. 12, tomo I, cap. 27: Philosophy of Law in Brazil in the 20th Century), editada pela Springer.

## Livros
- Promotorias de Justiça do Consumidor: Atuação Prática (em coautoria com José Geraldo Brito Filomeno e Dora Bussab Castelo). São Paulo: Imprensa Oficial do Estado, 1997.
- Contratos Relacionais e Defesa do Consumidor. São Paulo: Max Limonad, 1998
- Ministério Público II: Democracia (organizador, junto a José Marcelo de Menezes Vigliar). São Paulo: Atlas, 1999.
- Carl Schmitt e a Fundamentação do Direito. São Paulo: Max Limonad, 2000.
- Curso de Filosofia Política: do nascimento da Filosofia a Kant (coordenador). São Paulo: Atlas, 2008.
- Direito e Interpretação: Racionalidades e Instituições (organizador, junto a Catarina Helena Cortada Barbieri). São Paulo: Saraiva, 2011.
- Do Xadrez à Cortesia - Dworkin e a Teoria do Direito Contemporânea. São Paulo: Saraiva, 2013.
- Ensaios de teoria do direito. São Paulo: Saraiva, 2013.
- Ensaios de Direito Privado e Social - Contratos, Meio Ambiente e Tutela Coletiva. São Paulo: Saraiva, 2015.
- Teoria do Direito Contemporânea (organizador). Curitiba: Juruá Editora, 2017.